# Libro de apuntaciones de guisos y dulces
El Libro de apuntaciones de guisos y dulces es un libro de cocina fechado en torno al año 1740 y firmado por María Rosa Calvillo de Teruel. Se trata del primer recetario de una mujer española que se conoce hasta la fecha. Recoge una selección de recetas manuscritas de carácter doméstico de gran valor histórico para entender los usos y costumbres culinarios en los hogares burgueses del siglo XVIII en Andalucía.

## Contenido
El recetario reúne 100 recetas —99 de la autora y una de otra persona pues la caligrafía es diferente— en las que se intercalan platos salados y dulces, así como elaboraciones de embutidos y conservas. 
Estos son algunos de los platos e ingredientes que se incluyen en el recetario:
- Fiambres: morcillas, salchichas, lomo, chorizo, jamón frito y cocido.
- Casquería: sangre, bofe, menudillos,  lengua,  asadura,  hígado.
- Carne: estofado,  pasteles,  albóndigas.
- Caza: pájaros,  perdices,  conejo,  pichones.
- Pescado: calamares, bacalao, pescado frito.
- Vegetales: cebollas, calabacines, boronía, habas verdes, espinacas, berenjenas.
- Masas: costradas, hojaldres, empanadas.
- Salsas: salsa negra, caldo blanco.
- Sopas: sopa fingida y sopa borracha.
- Huevos.
- Arroces: Arroz con almejas.
- Conservas: manteca, compota.
- Postres y dulces: piñonates, alfajores, bizcochos, masa dulce, pestiños, natillas.

Las elaboraciones de este recetario incluyen habitualmente la utilización de ingredientes procedentes de América como las patatas, el pimiento, los tomates o incluso el pimentón. Y entre las recetas más destacadas se encuentran la pepitoria de pollo o de pavo, una receta de "ropa vieja" hecha únicamente de vegetales o la primera receta de los polvorones de la que se tenga constancia.

## Denominaciones
Algunas de la recetas incluyen indicaciones geográficas de su procedencia como son “Modo de guisar los pichones en Extremadura”, “Cómo se hacen las tortas de Morón [de la Frontera]”,  “Modo de hacer el dulce de huevo en Utrera” e incluso en algunas se habla de “como [se hace] en Sevilla".
Otras recetas incluyen el nombre de otras mujeres que confiaron a la autora sus elaboraciones como “Modo de hacer el pastel de Mariquita”, “Cómo se hace el cuajado que hizo Antonia”, “Cómo guisa los pájaros la Tía Felipa”, “Modo de hacer la salchicha como doña Joaquina”, “Cómo se hace el cuajado de María Teresa” o “Cómo se hace el piñonate  de María Manuela”.

## Publicación
El manuscrito original pertenece a la Real Academia de España y está disponible en línea a través de la Biblioteca Digital de Madrid.
Este recetario fue publicado por primera vez en 2013 por la editorial Visor y cuenta con la introducción de la edición del texto a cargo de Elena Di Pinto.